# Ephraim George Squier

Ephraim George Squier

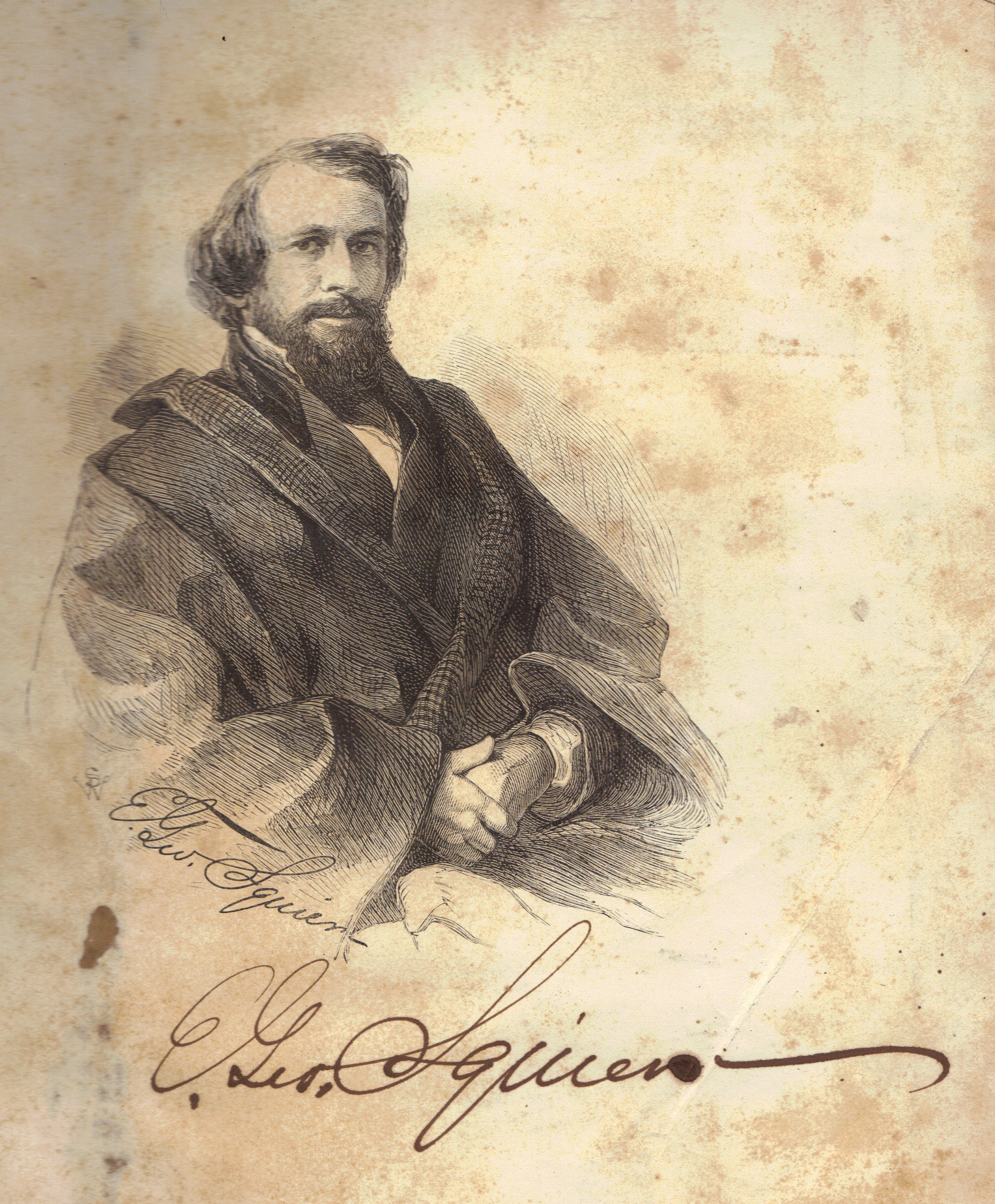
Squier 1870

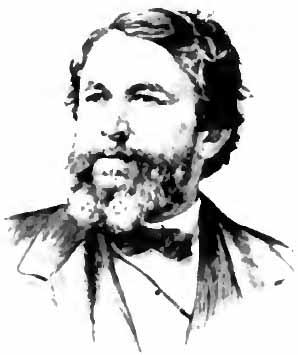

Ephraim George Squier (* 17. Juni 1821 in Bethlehem, New York; † 17. April 1888 in New York City) war ein US-amerikanischer Journalist, Zeitungsverleger, Ingenieur, Diplomat und Pionier der Archäologie in Nordamerika.

## Leben
Squier stammte aus der Familie eines methodistischen Predigers. Aufgrund fehlender finanzieller Mittel erhielt er nur eine geringe formelle Bildung mit drei Jahren an einer sekundären Schule. Schon mit 19 Jahren gründete er eine Lyrik-Zeitschrift, die erfolglos blieb. Auch seine zweite Gründung, das Poet's Magazine im Jahr 1842 in der Staatshauptstadt Albany, sah nur zwei Ausgaben. Seit 1841 war er stellvertretender Herausgeber des New York State Mechanic, einer Arbeiterzeitschrift mit politischem Anspruch. Nebenbei gab er ein einflussreiches Buch von George Tradescant Lay heraus, einem britischen Naturwissenschaftler und Diplomat über dessen Betrachtungen der chinesischen Kultur. 1844 wurde er Mitgründer des Hartford Journal, einer Zeitung, die sich klar auf Seiten des langjährigen Whig-Politikers Henry Clay positionierte. Squier und das Journal hatten erheblichen Anteil am Wahlsieg Clays in Connecticut, auf Bundesebene unterlag er jedoch. Squier ging nach Chillicothe, Ohio und wurde dort Herausgeber der Scioto Gazette. Er arbeitete hauptberuflich als Sekretär für die Regierung Connecticuts und studierte am Princeton College, wo er 1848 in Ingenieurwissenschaften abschloss. In seiner freien Zeit erforschte er prähistorischen, indianischen Erdwerke in den Tälern des Ohio Rivers und des Mississippi Rivers. Zusammen mit Edwin H. Davis begründete er die wissenschaftlich-archäologische Erforschung der langgestreckten Wallanlagen und Mounds, künstlicher Erdhügel, die sich aus Gräbern entwickelt hatten und heute der Hopewell-Kultur und der Mississippi-Kultur zugeordnet werden. Sie gruben an rund 200 Mounds und 100 weiteren Anlagen. Die von ihm ergrabene Mound City Group ist heute der Kern des Hopewell Culture National Historical Park. 1848 veröffentlichten sie das Werk Ancient Monuments of the Mississippi Valley als ersten Band in der Schriftenreihe der neu gegründeten Smithsonian Institution. Eine Kurzfassung erschien auf Betreiben von Albert Gallatin in Transactions, der wissenschaftlichen Zeitschrift der Ethnological Society. Squier ging wieder nach New York und grub auch dort im Auftrag von Smithsonian und der New York Historical Society, woraus der Band Aboriginal Monuments of the State of New York hervorging. 
1848 unterlag Henry Clay in den Vorwahlen der Whig Partei gegen Zachary Taylor, der anschließend die Präsidentschaftswahlen gewann. Squier wurde 1849 in Anerkennung seiner Verdienste um die Partei zum Geschäftsträger der USA in Guatemala und Nicaragua berufen, wo er mit Erfolg den Versuchen Großbritanniens entgegenwirkte, die Grenzen ihres Schutzgebiets Mosquitia auf Kosten Nicaraguas auszudehnen. Nebenbei führte er zwei archäologische Expeditionen in Mittelamerika durch und brachte steinerne Stelen in die Smithsonian Museen zurück. Nach seiner Rückkehr veröffentlichte er The Serpent Symbol and the Reciprocal Principles of Nature, ein Buch über die Symbolkraft der Schlange. Das Thema stammte von seiner Entdeckung des Serpent Mound in Ohio im Jahr 1846. Außerdem schrieb er ein zweibändiges Werk über Nicaragua. Durch die Veröffentlichungen prominent geworden, reiste er Anfang der 1850er Jahre auf Einladung von wissenschaftlichen Fachgesellschaften mehrfach nach Europa und empfing dort verschiedenste Ehrungen. Er war seitdem korrespondierendes Mitglied der Berliner Gesellschaft für Anthropologie, Ethnologie und Urgeschichte. 1853 bis 1855 arbeitete er für ein Eisenbahnprojekt in Honduras, das aber nie verwirklicht wurde. In der Zeit erschienen weitere Bücher über Mittelamerika mit Schwerpunkten auf Ethnographie, Wirtschaft und Geographie.
1857 heiratete er Miriam Florence Follin und wandte sich wieder dem Journalismus zu. Für das Verlagsimperium von Frank Leslie gab er Frank Leslie's Illustrated Newspaper heraus und schrieb selbst zu vielfältigen Themen. Er galt in dieser Zeit als Mitglied der New Yorker High Society. Von 1863 bis 1864 konnte Squier als Kommissar der Unionsstaaten nach Peru gehen, wo er weitere Ausgrabungen vornahm. Zurück in New York bereitete er mehrere Veröffentlichungen über seine Funde vor, wurde aber durch seine wieder aufgenommene Arbeit für Leslie abgelenkt. Er edierte zu dieser Zeit die ersten beiden Bände von Frank Leslie's Pictorial History of the American Civil War. 1868 wurde Squier zum Generalkonsul von Honduras in New York berufen. 1871 wurde er Gründer und Präsident des kurzlebigen Anthropological Institute of New York. 1873 ließ sich seine Frau von ihm scheiden und heiratete im folgenden Jahr Frank Leslie. Squier erlitt einen Nervenzusammenbruch, der zu einer schweren psychischen Krankheit führte. Sein Stiefbruder und Vormund Frank Squier unterstützte ihn so weit, dass er 1877 noch ein Buch über Peru und 1880 ein kurzes Werk über Honduras veröffentlichen konnte. Er starb 1888 in Frank Squiers Haus in Brooklyn.

## Veröffentlichungen
- Ancient Monuments of the Mississippi Valley (1848)
- Aboriginal Monuments of the State of New York (1851)
- The Serpent Symbol and the Reciprocal Principles of Nature (1851)
- Nicaragua: Its People, Scenery, Monuments, and Proposed Interoceanic Canal (1852) – auch deutsch als Der centralamerikanische Staat Nicaragua: in Bezug auf sein Volk, seine Natur u. seine Denkmäler; nebst einer ausführlichen Abhandlung über den projectirten interoceanischen Kanal. Übersetzt von Eduard Hoepfner, Leipzig, Dyk Verlag, 1854
- Notes on Central America (1855)
- Waikna, or Adventures on the Mosquito Shore (1855)
- The States of Central America (1858) – auch deutsch als Die Staaten von Centralamerika: Insbesondere Honduras, San Salvador u. d. Moskitoküste. Herausgegeben von Karl Andree, Leipzig, Senf Verlag, 1865
- Monograph of Authors Who Have Written on the Languages of Central America (1861)
- Peru: Incidents and Explorations in the Land of the Incas (1877) – auch deutsch als Peru: Reise- und Forschungs-Erlebnisse in dem Lande der Incas. Leipzig, Spohr Verlag, 1883
- Honduras and British Honduras (1880)